# Chadisrella celebensis
Chadisrella celebensis är en fjärilsart som beskrevs av Sergius G. Kiriakoff 1970. Chadisrella celebensis ingår i släktet Chadisrella och familjen tandspinnare. Inga underarter finns listade i Catalogue of Life.